# Tips and tricks

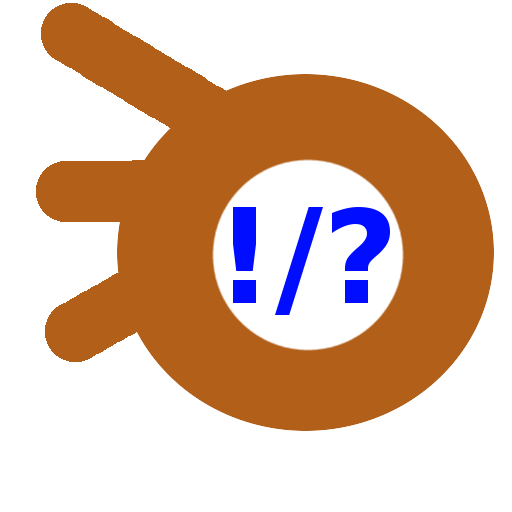
Un logo di esempio che solitamente rappresenta questo termine

Tips and tricks, o Tips & tricks, è un termine inglese che letteralmente significa suggerimenti e trucchi.

## Uso del termine
In maniera analoga alle FAQ, con questo termine si intendono solitamente i trucchi, i suggerimenti e alcune scorciatoie per l'utilizzo e la configurazione di programmi, sistemi operativi, dispositivi, ecc.
Spesso all'avvio di un programma viene visualizzata una finestra di dialogo con un suggerimento casuale tra quelli disponibili ed è possibile scorrere i vari suggerimenti, di solito sempre in ordine casuale. Anche durante il caricamento di alcuni videogiochi (che a volte può durare anche qualche minuto) vengono mostrate curiosità o suggerimenti, da parte dei programmatori.
I trucchi generalmente possono riguardare scorciatoie da tastiera (tasti da premere per eseguire un comando), comandi particolari nel menù, configurazioni, personalizzazioni, procedure avanzate o funzioni nascoste.
Anche molti siti internet o blog contengono solitamente una pagina contenente Tips and tricks, in riferimento a spiegazione passo-passo di alcune procedure o consigli in genere brevi. Quando invece il concetto è più ampio o lungo si arriva a parlare di Tutorial oppure How to .

## Altri usi
Tips & Tricks è anche un magazine di videogiochi americano pubblicato da Larry Flynt Publications (LFP), fino a luglio 2007.